# Max Euwe
Max (Machgielis) Euwe (ur. 20 maja 1901 w Amsterdamie, zm. 26 listopada 1981 tamże) – szachista holenderski, piąty mistrz świata w szachach (w latach 1935–1937), prezydent Międzynarodowej Federacji Szachowej w latach 1970–1978. Matematyk (doktor).

## Życiorys
Max Euwe studiował matematykę na amsterdamskim uniwersytecie (studia ukończył w roku 1923), następnie uczył matematyki, początkowo w Rotterdamie, później w żeńskim liceum w Amsterdamie.
W roku 1926 uzyskał doktorat z matematyki na Uniwersytecie w Amsterdamie.
Przez wiele lat Euwe był najsilniejszym szachistą holenderskim. W 1921 roku został po raz pierwszy mistrzem Holandii, do roku 1955 zdobył łącznie 12 złotych medali w indywidualnych mistrzostwach kraju. 15 grudnia 1935 roku po rozegraniu trzydziestu partii w ciągu osiemdziesięciu dni w trzynastu różnych miejscowościach pokonał ówczesnego mistrza świata Aleksandra Alechina z wynikiem + 9 – 8 = 13. To zwycięstwo spowodowało ogromny wzrost popularności szachów w Holandii. W przeciwieństwie do swoich poprzedników Euwe zgodził się dać Alechinowi szansę na rewanż. W 1937 roku Euwe przegrał w meczu rewanżowym z Alechinem z wynikiem: + 4 – 10 = 11. Po śmierci Alechina część środowiska szachowego przypisywała Euwemu prawo do tytułu mistrza świata, jednak Euwe zdecydował się na udział w turnieju, wyłaniającym kolejnego mistrza świata. Turniej z udziałem pięciu pretendentów odbył się w 1948 roku i zakończył zwycięstwem Michaiła Botwinnika, Euwe zajął ostatnie miejsce.
W latach 1970–1978 dr Euwe był prezydentem Międzynarodowej Federacji Szachowej (FIDE). Odegrał ważną mediacyjną rolę przy organizacji sławnego meczu Borys Spasski–Bobby Fischer (1972).
Według systemu Chessmetrics najwyższy ranking w karierze osiągnął w styczniu 1936 r., z wynikiem 2769 zajmował wówczas 1. miejsce na świecie.
Euwe był autorem wielu książek o tematyce szachowej, wśród których najsławniejsze to Oordeel en Plan (Licz i planuj) i seria poświęcona szachowym otwarciom. Miasto Amsterdam uhonorowało swojego sławnego mieszkańca nazywając jeden z placów jego imieniem. W pobliżu tego placu znajduje się Centrum Maxa Euwego, w którym mieści się szachowa biblioteka i muzeum. Pomiędzy 1987 a 1996 r. rozegrano 10 turniejów poświęconych jego pamięci.
Tworzył również kompozycje szachowe, oto przykładowa dwuchodówka:
|   | a | b | c | d | e | f | g | h |   |
| 8 | c8 – Czarny król · d8 – Czarna wieża · a7 – Biały król · c7 – Czarny pionek · d7 – Czarny pionek · h2 – Biały hetman · d1 – Biała wieża | c8 – Czarny król · d8 – Czarna wieża · a7 – Biały król · c7 – Czarny pionek · d7 – Czarny pionek · h2 – Biały hetman · d1 – Biała wieża | c8 – Czarny król · d8 – Czarna wieża · a7 – Biały król · c7 – Czarny pionek · d7 – Czarny pionek · h2 – Biały hetman · d1 – Biała wieża | c8 – Czarny król · d8 – Czarna wieża · a7 – Biały król · c7 – Czarny pionek · d7 – Czarny pionek · h2 – Biały hetman · d1 – Biała wieża | c8 – Czarny król · d8 – Czarna wieża · a7 – Biały król · c7 – Czarny pionek · d7 – Czarny pionek · h2 – Biały hetman · d1 – Biała wieża | c8 – Czarny król · d8 – Czarna wieża · a7 – Biały król · c7 – Czarny pionek · d7 – Czarny pionek · h2 – Biały hetman · d1 – Biała wieża | c8 – Czarny król · d8 – Czarna wieża · a7 – Biały król · c7 – Czarny pionek · d7 – Czarny pionek · h2 – Biały hetman · d1 – Biała wieża | c8 – Czarny król · d8 – Czarna wieża · a7 – Biały król · c7 – Czarny pionek · d7 – Czarny pionek · h2 – Biały hetman · d1 – Biała wieża | 8 |
| 7 | c8 – Czarny król · d8 – Czarna wieża · a7 – Biały król · c7 – Czarny pionek · d7 – Czarny pionek · h2 – Biały hetman · d1 – Biała wieża | c8 – Czarny król · d8 – Czarna wieża · a7 – Biały król · c7 – Czarny pionek · d7 – Czarny pionek · h2 – Biały hetman · d1 – Biała wieża | c8 – Czarny król · d8 – Czarna wieża · a7 – Biały król · c7 – Czarny pionek · d7 – Czarny pionek · h2 – Biały hetman · d1 – Biała wieża | c8 – Czarny król · d8 – Czarna wieża · a7 – Biały król · c7 – Czarny pionek · d7 – Czarny pionek · h2 – Biały hetman · d1 – Biała wieża | c8 – Czarny król · d8 – Czarna wieża · a7 – Biały król · c7 – Czarny pionek · d7 – Czarny pionek · h2 – Biały hetman · d1 – Biała wieża | c8 – Czarny król · d8 – Czarna wieża · a7 – Biały król · c7 – Czarny pionek · d7 – Czarny pionek · h2 – Biały hetman · d1 – Biała wieża | c8 – Czarny król · d8 – Czarna wieża · a7 – Biały król · c7 – Czarny pionek · d7 – Czarny pionek · h2 – Biały hetman · d1 – Biała wieża | c8 – Czarny król · d8 – Czarna wieża · a7 – Biały król · c7 – Czarny pionek · d7 – Czarny pionek · h2 – Biały hetman · d1 – Biała wieża | 7 |
| 6 | c8 – Czarny król · d8 – Czarna wieża · a7 – Biały król · c7 – Czarny pionek · d7 – Czarny pionek · h2 – Biały hetman · d1 – Biała wieża | c8 – Czarny król · d8 – Czarna wieża · a7 – Biały król · c7 – Czarny pionek · d7 – Czarny pionek · h2 – Biały hetman · d1 – Biała wieża | c8 – Czarny król · d8 – Czarna wieża · a7 – Biały król · c7 – Czarny pionek · d7 – Czarny pionek · h2 – Biały hetman · d1 – Biała wieża | c8 – Czarny król · d8 – Czarna wieża · a7 – Biały król · c7 – Czarny pionek · d7 – Czarny pionek · h2 – Biały hetman · d1 – Biała wieża | c8 – Czarny król · d8 – Czarna wieża · a7 – Biały król · c7 – Czarny pionek · d7 – Czarny pionek · h2 – Biały hetman · d1 – Biała wieża | c8 – Czarny król · d8 – Czarna wieża · a7 – Biały król · c7 – Czarny pionek · d7 – Czarny pionek · h2 – Biały hetman · d1 – Biała wieża | c8 – Czarny król · d8 – Czarna wieża · a7 – Biały król · c7 – Czarny pionek · d7 – Czarny pionek · h2 – Biały hetman · d1 – Biała wieża | c8 – Czarny król · d8 – Czarna wieża · a7 – Biały król · c7 – Czarny pionek · d7 – Czarny pionek · h2 – Biały hetman · d1 – Biała wieża | 6 |
| 5 | c8 – Czarny król · d8 – Czarna wieża · a7 – Biały król · c7 – Czarny pionek · d7 – Czarny pionek · h2 – Biały hetman · d1 – Biała wieża | c8 – Czarny król · d8 – Czarna wieża · a7 – Biały król · c7 – Czarny pionek · d7 – Czarny pionek · h2 – Biały hetman · d1 – Biała wieża | c8 – Czarny król · d8 – Czarna wieża · a7 – Biały król · c7 – Czarny pionek · d7 – Czarny pionek · h2 – Biały hetman · d1 – Biała wieża | c8 – Czarny król · d8 – Czarna wieża · a7 – Biały król · c7 – Czarny pionek · d7 – Czarny pionek · h2 – Biały hetman · d1 – Biała wieża | c8 – Czarny król · d8 – Czarna wieża · a7 – Biały król · c7 – Czarny pionek · d7 – Czarny pionek · h2 – Biały hetman · d1 – Biała wieża | c8 – Czarny król · d8 – Czarna wieża · a7 – Biały król · c7 – Czarny pionek · d7 – Czarny pionek · h2 – Biały hetman · d1 – Biała wieża | c8 – Czarny król · d8 – Czarna wieża · a7 – Biały król · c7 – Czarny pionek · d7 – Czarny pionek · h2 – Biały hetman · d1 – Biała wieża | c8 – Czarny król · d8 – Czarna wieża · a7 – Biały król · c7 – Czarny pionek · d7 – Czarny pionek · h2 – Biały hetman · d1 – Biała wieża | 5 |
| 4 | c8 – Czarny król · d8 – Czarna wieża · a7 – Biały król · c7 – Czarny pionek · d7 – Czarny pionek · h2 – Biały hetman · d1 – Biała wieża | c8 – Czarny król · d8 – Czarna wieża · a7 – Biały król · c7 – Czarny pionek · d7 – Czarny pionek · h2 – Biały hetman · d1 – Biała wieża | c8 – Czarny król · d8 – Czarna wieża · a7 – Biały król · c7 – Czarny pionek · d7 – Czarny pionek · h2 – Biały hetman · d1 – Biała wieża | c8 – Czarny król · d8 – Czarna wieża · a7 – Biały król · c7 – Czarny pionek · d7 – Czarny pionek · h2 – Biały hetman · d1 – Biała wieża | c8 – Czarny król · d8 – Czarna wieża · a7 – Biały król · c7 – Czarny pionek · d7 – Czarny pionek · h2 – Biały hetman · d1 – Biała wieża | c8 – Czarny król · d8 – Czarna wieża · a7 – Biały król · c7 – Czarny pionek · d7 – Czarny pionek · h2 – Biały hetman · d1 – Biała wieża | c8 – Czarny król · d8 – Czarna wieża · a7 – Biały król · c7 – Czarny pionek · d7 – Czarny pionek · h2 – Biały hetman · d1 – Biała wieża | c8 – Czarny król · d8 – Czarna wieża · a7 – Biały król · c7 – Czarny pionek · d7 – Czarny pionek · h2 – Biały hetman · d1 – Biała wieża | 4 |
| 3 | c8 – Czarny król · d8 – Czarna wieża · a7 – Biały król · c7 – Czarny pionek · d7 – Czarny pionek · h2 – Biały hetman · d1 – Biała wieża | c8 – Czarny król · d8 – Czarna wieża · a7 – Biały król · c7 – Czarny pionek · d7 – Czarny pionek · h2 – Biały hetman · d1 – Biała wieża | c8 – Czarny król · d8 – Czarna wieża · a7 – Biały król · c7 – Czarny pionek · d7 – Czarny pionek · h2 – Biały hetman · d1 – Biała wieża | c8 – Czarny król · d8 – Czarna wieża · a7 – Biały król · c7 – Czarny pionek · d7 – Czarny pionek · h2 – Biały hetman · d1 – Biała wieża | c8 – Czarny król · d8 – Czarna wieża · a7 – Biały król · c7 – Czarny pionek · d7 – Czarny pionek · h2 – Biały hetman · d1 – Biała wieża | c8 – Czarny król · d8 – Czarna wieża · a7 – Biały król · c7 – Czarny pionek · d7 – Czarny pionek · h2 – Biały hetman · d1 – Biała wieża | c8 – Czarny król · d8 – Czarna wieża · a7 – Biały król · c7 – Czarny pionek · d7 – Czarny pionek · h2 – Biały hetman · d1 – Biała wieża | c8 – Czarny król · d8 – Czarna wieża · a7 – Biały król · c7 – Czarny pionek · d7 – Czarny pionek · h2 – Biały hetman · d1 – Biała wieża | 3 |
| 2 | c8 – Czarny król · d8 – Czarna wieża · a7 – Biały król · c7 – Czarny pionek · d7 – Czarny pionek · h2 – Biały hetman · d1 – Biała wieża | c8 – Czarny król · d8 – Czarna wieża · a7 – Biały król · c7 – Czarny pionek · d7 – Czarny pionek · h2 – Biały hetman · d1 – Biała wieża | c8 – Czarny król · d8 – Czarna wieża · a7 – Biały król · c7 – Czarny pionek · d7 – Czarny pionek · h2 – Biały hetman · d1 – Biała wieża | c8 – Czarny król · d8 – Czarna wieża · a7 – Biały król · c7 – Czarny pionek · d7 – Czarny pionek · h2 – Biały hetman · d1 – Biała wieża | c8 – Czarny król · d8 – Czarna wieża · a7 – Biały król · c7 – Czarny pionek · d7 – Czarny pionek · h2 – Biały hetman · d1 – Biała wieża | c8 – Czarny król · d8 – Czarna wieża · a7 – Biały król · c7 – Czarny pionek · d7 – Czarny pionek · h2 – Biały hetman · d1 – Biała wieża | c8 – Czarny król · d8 – Czarna wieża · a7 – Biały król · c7 – Czarny pionek · d7 – Czarny pionek · h2 – Biały hetman · d1 – Biała wieża | c8 – Czarny król · d8 – Czarna wieża · a7 – Biały król · c7 – Czarny pionek · d7 – Czarny pionek · h2 – Biały hetman · d1 – Biała wieża | 2 |
| 1 | c8 – Czarny król · d8 – Czarna wieża · a7 – Biały król · c7 – Czarny pionek · d7 – Czarny pionek · h2 – Biały hetman · d1 – Biała wieża | c8 – Czarny król · d8 – Czarna wieża · a7 – Biały król · c7 – Czarny pionek · d7 – Czarny pionek · h2 – Biały hetman · d1 – Biała wieża | c8 – Czarny król · d8 – Czarna wieża · a7 – Biały król · c7 – Czarny pionek · d7 – Czarny pionek · h2 – Biały hetman · d1 – Biała wieża | c8 – Czarny król · d8 – Czarna wieża · a7 – Biały król · c7 – Czarny pionek · d7 – Czarny pionek · h2 – Biały hetman · d1 – Biała wieża | c8 – Czarny król · d8 – Czarna wieża · a7 – Biały król · c7 – Czarny pionek · d7 – Czarny pionek · h2 – Biały hetman · d1 – Biała wieża | c8 – Czarny król · d8 – Czarna wieża · a7 – Biały król · c7 – Czarny pionek · d7 – Czarny pionek · h2 – Biały hetman · d1 – Biała wieża | c8 – Czarny król · d8 – Czarna wieża · a7 – Biały król · c7 – Czarny pionek · d7 – Czarny pionek · h2 – Biały hetman · d1 – Biała wieża | c8 – Czarny król · d8 – Czarna wieża · a7 – Biały król · c7 – Czarny pionek · d7 – Czarny pionek · h2 – Biały hetman · d1 – Biała wieża | 1 |
|   | a | b | c | d | e | f | g | h |   |

Rozwiązanie: [1.Hd6!]
(zaznacz tekst pomiędzy nawiasami, aby zobaczyć rozwiązanie)

## Mecze Euwego o mistrzostwo świata
| Rok                                                                | Przeciwnik | Wynik                |
| ------------------------------------------------------------------ | ---------- | -------------------- |
| 1935                                                               | Alechin    | wygrana (+9-8=13)    |
| 1937                                                               | Alechin    | przegrana (+4-10=11) |
| 1948                                                               | turniej    | 5. miejsce           |
| W nawiasach: liczba wygranych, przegranych i zremisowanych partii. |            |                      |

## Publikacje
- Max Euwe – From My Games, 1920 – 1937 (Dover, 1975);
- Max Euwe – Euwe w serii Weltgeschichte des Schachs series (Verlag Dr. E. Wildhagen, 1959).